# Квалификације за Европско првенство у рукомету 2016.
Квалификације за Европско првенство у рукомету 2016. одржане су у организацији Европске рукометне федерације ЕХФ од јуна 2012. до јуна 2015. Репрезентација Пољске се директно пласирала на првенство, као домаћин првенства 2016. године. За квалификације се пријавило 37 репрезентација, које су се бориле за 15 мјеста које воде на ЕП.

## Квалификациони систем
У квалификацијама је учествовало 37 репрезентација, које су се такмичиле за 15 места на завршном турниру. Репрезентације играју двоструки лига систем.

## Предтакмичење
- Сва времена су по средњеевропском времену

Жријеб прве фазе одржан је 23. јуна 2012. године на конгресу ЕХФ-а у Монте Карлу, Монако. Побједници група квалификују се у другу фазу.
| Легенда              |
| -------------------- |
| Квалификован у бараж |
| Испали               |

### Жријеб предтакмичења
| Шешир 1                   | Шешир 2                   | Шешир 3                                             |
| ------------------------- | ------------------------- | --------------------------------------------------- |
| Грчка · Естонија · Финска | Италија · Кипар · Белгија | Луксембург · Уједињено Краљевство · Република Ирска |

### Група 1
| 31. октобар 2012. 19:00 | Финска     | 28:21   | Луксембург | Сису арена, Карис Гледалаца: 903 Судије: Цветко, Кавалар (СЛО) |
| 31. октобар 2012. 19:00 | Ронберг 10 | (12:11) | Мулер 5    | Сису арена, Карис Гледалаца: 903 Судије: Цветко, Кавалар (СЛО) |
| 31. октобар 2012. 19:00 | 3×         | Детаљи  | 3×         | Сису арена, Карис Гледалаца: 903 Судије: Цветко, Кавалар (СЛО) |

| 4. новембар 2012. 18:00 | Кипар     | 21:26  | Финска | Универзитетски кипарски атлетски центар, Никозија Гледалаца: 300 Судије: Агакиши, Агакиши (АЗЕ) |
| 4. новембар 2012. 18:00 | Аргироу 7 | (7:13) | Вало 6 | Универзитетски кипарски атлетски центар, Никозија Гледалаца: 300 Судије: Агакиши, Агакиши (АЗЕ) |
| 4. новембар 2012. 18:00 | 5× 3×     | Детаљи | 5× 3×  | Универзитетски кипарски атлетски центар, Никозија Гледалаца: 300 Судије: Агакиши, Агакиши (АЗЕ) |

| 3. април 2013. 19:30 | Луксембург | 16:17  | Кипар     | Д'Кокју, Луксембург Гледалаца: 500 Судије: Рутковскис, Џерве (ЛЕТ) |
| 3. април 2013. 19:30 | Сарац 5    | (7:9)  | Аргироу 3 | Д'Кокју, Луксембург Гледалаца: 500 Судије: Рутковскис, Џерве (ЛЕТ) |
| 3. април 2013. 19:30 | 1× 2×      | Детаљи | 3× 2×     | Д'Кокју, Луксембург Гледалаца: 500 Судије: Рутковскис, Џерве (ЛЕТ) |

| 6. април 2013. 17:00 | Луксембург | 24:24  | Финска    | Д'Кокју, Луксембург Гледалаца: 1.300 Судије: Тзаферопулос, Бетмен (ГРЧ) |
| 6. април 2013. 17:00 | Мулер 8    | (9:14) | Таминен 5 | Д'Кокју, Луксембург Гледалаца: 1.300 Судије: Тзаферопулос, Бетмен (ГРЧ) |
| 6. април 2013. 17:00 | 2× 3×      | Детаљи | 3×        | Д'Кокју, Луксембург Гледалаца: 1.300 Судије: Тзаферопулос, Бетмен (ГРЧ) |

| 12. јун 2013. 20:00 | Кипар     | 22:36   | Луксембург | Универзитетски кипарски атлетички центар, Никозија Гледалаца: 500 Судије: ДИ Доменико, Форнасиер (ИТА) |
| 12. јун 2013. 20:00 | Аргироу 9 | (15:17) | Поекес 6   | Универзитетски кипарски атлетички центар, Никозија Гледалаца: 500 Судије: ДИ Доменико, Форнасиер (ИТА) |
| 12. јун 2013. 20:00 | 3×        | Детаљи  | 5× 3×      | Универзитетски кипарски атлетички центар, Никозија Гледалаца: 500 Судије: ДИ Доменико, Форнасиер (ИТА) |

| 15. јун 2013. 17:30 | Финска     | 35:17  | Кипар                    | Варубоден арена, Кирконуми Гледалаца: 713 Судије: Боуноуара, Сами (ФРА) |
| 15. јун 2013. 17:30 | Таминен 10 | (19:6) | Констатиноу, Никифороу 4 | Варубоден арена, Кирконуми Гледалаца: 713 Судије: Боуноуара, Сами (ФРА) |
| 15. јун 2013. 17:30 | 5× 3×      | Детаљи | 6× 3×                    | Варубоден арена, Кирконуми Гледалаца: 713 Судије: Боуноуара, Сами (ФРА) |

|    | Репрезентација | Ут. | Поб. | Н. | Пор. | Пос. | При. | Гр. | Бод. |
| -- | -------------- | --- | ---- | -- | ---- | ---- | ---- | --- | ---- |
| 1. | Финска         | 4   | 3    | 1  | 0    | 113  | 83   | +30 | 7    |
| 2. | Луксембург     | 4   | 1    | 1  | 2    | 97   | 91   | +6  | 3    |
| 3. | Кипар          | 4   | 1    | 0  | 3    | 77   | 113  | -36 | 2    |

### Група 2
| 31. октобар 2012. 17:30 | Грчка       | 43:14  | Уједињено Краљевство | Георгиес Галанопоулос стадион, Лутраки Гледалаца: 1.200 Судије: Мартенс, Вердонк (БЕЛ) |
| 31. октобар 2012. 17:30 | Карипидис 7 | (17:8) | Винкент 5            | Георгиес Галанопоулос стадион, Лутраки Гледалаца: 1.200 Судије: Мартенс, Вердонк (БЕЛ) |
| 31. октобар 2012. 17:30 | 3×          | Детаљи | 2× 3× 1×             | Георгиес Галанопоулос стадион, Лутраки Гледалаца: 1.200 Судије: Мартенс, Вердонк (БЕЛ) |

| 4. новембар 2012. 20:00 | Италија  | 25:31   | Грчка     | Палалавис, Лавис Гледалаца: 1.100 Судије: Циндрић, Гонзурек (ХРВ) |
| 4. новембар 2012. 20:00 | Скатер 8 | (17:14) | Саникис 8 | Палалавис, Лавис Гледалаца: 1.100 Судије: Циндрић, Гонзурек (ХРВ) |
| 4. новембар 2012. 20:00 | 3×       | Детаљи  | 4× 3×     | Палалавис, Лавис Гледалаца: 1.100 Судије: Циндрић, Гонзурек (ХРВ) |

| 4. април 2013. 19:00 | Уједињено Краљевство | 23:47   | Италија  | Ревенскраиг регионални спортски центар, Мотервел Гледалаца: 450 Судије: Сигујронсон, Петурсон (ИСЛ) |
| 4. април 2013. 19:00 | Ларсон 7             | (13:24) | Скатер 9 | Ревенскраиг регионални спортски центар, Мотервел Гледалаца: 450 Судије: Сигујронсон, Петурсон (ИСЛ) |
| 4. април 2013. 19:00 | 2×                   | Детаљи  | 2×       | Ревенскраиг регионални спортски центар, Мотервел Гледалаца: 450 Судије: Сигујронсон, Петурсон (ИСЛ) |

| 7. април 2013. 15:00 | Уједињено Краљевство | 20:32   | Грчка         | Кристал Палас национлани спортски центар, Лондон Гледалаца: 600 Судије: Јаскинс, Забко (ЛЕТ) |
| 7. април 2013. 15:00 | Ларсон 10            | (12:16) | Пападопулос 7 | Кристал Палас национлани спортски центар, Лондон Гледалаца: 600 Судије: Јаскинс, Забко (ЛЕТ) |
| 7. април 2013. 15:00 | 2×                   | Детаљи  | 6× 2×         | Кристал Палас национлани спортски центар, Лондон Гледалаца: 600 Судије: Јаскинс, Забко (ЛЕТ) |

| 12. јун 2013. 20:00 | Италија    | 37:26   | Уједињено Краљевство | Палалавис, Лавис Гледалаца: 600 Судије: Витаку, Витаку (Косово) |
| 12. јун 2013. 20:00 | Радовчић 7 | (18:13) | Ларсон 8             | Палалавис, Лавис Гледалаца: 600 Судије: Витаку, Витаку (Косово) |
| 12. јун 2013. 20:00 | 3× 2×      | Детаљи  | 2× 3×                | Палалавис, Лавис Гледалаца: 600 Судије: Витаку, Витаку (Косово) |

| 15. јун 2013 19:00 | Грчка       | 29:27   | Италија  | Неаполис арена, Лариса Гледалаца: 1.500 Судије: Хорват, Мартон (МАЂ) |
| 15. јун 2013 19:00 | Василакис 8 | (16:13) | Маионе 9 | Неаполис арена, Лариса Гледалаца: 1.500 Судије: Хорват, Мартон (МАЂ) |
| 15. јун 2013 19:00 | 4× 3×       | Детаљи  | 4× 3×    | Неаполис арена, Лариса Гледалаца: 1.500 Судије: Хорват, Мартон (МАЂ) |

|    | Репрезентација       | Ут. | Поб. | Н. | Пор. | Пос. | При. | Гр. | Бод. |
| -- | -------------------- | --- | ---- | -- | ---- | ---- | ---- | --- | ---- |
| 1. | Грчка                | 4   | 4    | 0  | 0    | 135  | 86   | +49 | 8    |
| 2. | Италија              | 4   | 2    | 0  | 2    | 136  | 109  | +27 | 4    |
| 1. | Уједињено Краљевство | 4   | 0    | 0  | 4    | 83   | 159  | -76 | 0    |

### Група 3
| 31. октобар 2012. 18:30 | Естонија | 44:13  | Република Ирска | Кехра спортска дворана, Кехра Гледалаца: 550 Судије: Бол, ван Ецк (ХОЛ) |
| 31. октобар 2012. 18:30 | Педома 7 | (20:4) | Мејер 4         | Кехра спортска дворана, Кехра Гледалаца: 550 Судије: Бол, ван Ецк (ХОЛ) |
| 31. октобар 2012. 18:30 | 3×       | Детаљи | 3× 1×           | Кехра спортска дворана, Кехра Гледалаца: 550 Судије: Бол, ван Ецк (ХОЛ) |

| 3. новембар 2012. 20:30 | Белгија            | 24:31   | Естонија   | Провинција спортски центар Домелхоф, Нерпелт Гледалаца: 1.600 Судије: Мартинс, Мартинс (ПОР) |
| 3. новембар 2012. 20:30 | Хоубрехт, Копљар 5 | (12:17) | Јохансен 7 | Провинција спортски центар Домелхоф, Нерпелт Гледалаца: 1.600 Судије: Мартинс, Мартинс (ПОР) |
| 3. новембар 2012. 20:30 | 3×                 | Детаљи  | 1× 2×      | Провинција спортски центар Домелхоф, Нерпелт Гледалаца: 1.600 Судије: Мартинс, Мартинс (ПОР) |

| 4. април 2013. 19:00 | Република Ирска | 12:28  | Белгија       | Универзитетски колеџ у Даблину, Даблин Гледалаца: 250 Судије: Агакиши, Агакиши (АЗЕ) |
| 4. април 2013. 19:00 | Мејер 5         | (8:11) | Каувенбергс 9 | Универзитетски колеџ у Даблину, Даблин Гледалаца: 250 Судије: Агакиши, Агакиши (АЗЕ) |
| 4. април 2013. 19:00 | 1× 3×           | Детаљи | 3×            | Универзитетски колеџ у Даблину, Даблин Гледалаца: 250 Судије: Агакиши, Агакиши (АЗЕ) |

| 6. април 2013. 14:00 | Република Ирска | 15:45  | Естонија        | Универзитетски колеџ у Даблину, Даблин Гледалаца: 260 Судије: Агакиши, Агакиши (АЗЕ) |
| 6. април 2013. 14:00 | Фергусон 4      | (6:21) | три играча по 5 | Универзитетски колеџ у Даблину, Даблин Гледалаца: 260 Судије: Агакиши, Агакиши (АЗЕ) |
| 6. април 2013. 14:00 | 2× 3×           | Детаљи | 4× 3×           | Универзитетски колеџ у Даблину, Даблин Гледалаца: 260 Судије: Агакиши, Агакиши (АЗЕ) |

| 12. јун 2013. 20:00 | Белгија  | 36:12  | Република Ирска | Дворана де ла Ц. Е. Т, Турне Гледалаца: 200 Судије: Фреитас, Карваљо (ПОР) |
| 12. јун 2013. 20:00 | Матијс 8 | (18:4) | Мејер 4         | Дворана де ла Ц. Е. Т, Турне Гледалаца: 200 Судије: Фреитас, Карваљо (ПОР) |
| 12. јун 2013. 20:00 | 4× 3×    | Детаљи | 3×              | Дворана де ла Ц. Е. Т, Турне Гледалаца: 200 Судије: Фреитас, Карваљо (ПОР) |

| 16. јун 2013. 18:00 | Естонија  | 32:23   | Белгија  | Виљанди спортска дворана, Виљанди Гледалаца: 800 Судије: Новиков, Перепилитси (УКР) |
| 16. јун 2013. 18:00 | Патраил 8 | (14:11) | Копљар 7 | Виљанди спортска дворана, Виљанди Гледалаца: 800 Судије: Новиков, Перепилитси (УКР) |
| 16. јун 2013. 18:00 | 4× 3×     | Детаљи  | 3×       | Виљанди спортска дворана, Виљанди Гледалаца: 800 Судије: Новиков, Перепилитси (УКР) |

|    | Репрезентација  | Ут. | Поб. | Н. | Пор. | Пос. | При. | Гр.  | Бод. |
| -- | --------------- | --- | ---- | -- | ---- | ---- | ---- | ---- | ---- |
| 1. | Естонија        | 4   | 4    | 0  | 0    | 152  | 75   | +77  | 8    |
| 2. | Белгија         | 4   | 2    | 0  | 2    | 111  | 87   | +24  | 4    |
| 1. | Република Ирска | 4   | 0    | 0  | 4    | 52   | 153  | -101 | 0    |

## Бараж
- Сва времена су по средњеевропском времену

### Жријеб баража
Жријеб за бараж одржан је 27. јуна 2013. године у Бечу Аустрија. Три најниже рангиране репрезентације квалификација 2014. се налазе у шеширу 1, док се три побједника предтакмичења налазе у шеширу 2.
| Шешир 1                                     | Шешир 2                   |
| ------------------------------------------- | ------------------------- |
| Босна и Херцеговина · Румунија · Швајцарска | Естонија · Финска · Грчка |

### Утакмице баража

#### Прве утакмице
| 2. април 2014 19:00 | Грчка         | 23:28   | Босна и Херцеговина | Микрас 3, Солун Гледалаца: 600 Судије: Лоренте, Серадила (ШПА) |
| 2. април 2014 19:00 | Пападопулос 9 | (10:13) | Прце 5              | Микрас 3, Солун Гледалаца: 600 Судије: Лоренте, Серадила (ШПА) |
| 2. април 2014 19:00 | 3×            | Детаљи  | 4× 2×               | Микрас 3, Солун Гледалаца: 600 Судије: Лоренте, Серадила (ШПА) |

| 2. април 2014. 19:30 | Румунија   | 32:30   | Финска    | Конкордиа спортска дворана, Киажна Гледалаца: 850 Судије: Бол, Ван Ецк (ХОЛ) |
| 2. април 2014. 19:30 | Михалкеа 6 | (16:14) | Ронберг 8 | Конкордиа спортска дворана, Киажна Гледалаца: 850 Судије: Бол, Ван Ецк (ХОЛ) |
| 2. април 2014. 19:30 | 3×         | Детаљи  | 5× 3×     | Конкордиа спортска дворана, Киажна Гледалаца: 850 Судије: Бол, Ван Ецк (ХОЛ) |

| 2. април 2014. 20:00 | Естонија  | 26:34   | Швајцарска      | Калеви спортска дворана, Талин Гледалаца: 700 Судије: Кекес, Кекес (МАЂ) |
| 2. април 2014. 20:00 | Јанима 6  | (13:18) | три играча по 7 | Калеви спортска дворана, Талин Гледалаца: 700 Судије: Кекес, Кекес (МАЂ) |
| 2. април 2014. 20:00 | 9× 3× `1× | Детаљи  | 6× 2×           | Калеви спортска дворана, Талин Гледалаца: 700 Судије: Кекес, Кекес (МАЂ) |

#### Друге утакмице
| 4. април 2014. 20:00 | Швајцарска | 31:32   | Естонија  | Крујцбелх дворана, Санкт Гален Гледалаца: 2.250 Судије: Сигујронсон, Петурсон (ИСЛ) |
| 4. април 2014. 20:00 | Шмид 8     | (16:14) | Патраил 7 | Крујцбелх дворана, Санкт Гален Гледалаца: 2.250 Судије: Сигујронсон, Петурсон (ИСЛ) |
| 4. април 2014. 20:00 | 5× 3×      | Детаљи  | 3×        | Крујцбелх дворана, Санкт Гален Гледалаца: 2.250 Судије: Сигујронсон, Петурсон (ИСЛ) |

| 5. април 2014. 16:05 | Финска    | 32:29   | Румунија | Сису арена, Карис Гледалаца: 720 Судије: Хансен, Петерсен (НОР) |
| 5. април 2014. 16:05 | Таминен 8 | (15:13) | Рамба 9  | Сису арена, Карис Гледалаца: 720 Судије: Хансен, Петерсен (НОР) |
| 5. април 2014. 16:05 | 5× 3×     | Детаљи  | 6× 3×    | Сису арена, Карис Гледалаца: 720 Судије: Хансен, Петерсен (НОР) |

| 5. април 2014 20:15 | Босна и Херцеговина | 27:22   | Грчка                | ЈУ Спортска дворана Цазин, Цазин Гледалаца: 2.500 Судије: Пичон, Реверет (ФРА) |
| 5. април 2014 20:15 | 5 играча по 4       | (17:12) | Пападопулос, Тирас 4 | ЈУ Спортска дворана Цазин, Цазин Гледалаца: 2.500 Судије: Пичон, Реверет (ФРА) |
| 5. април 2014 20:15 | 2× 5×               | Детаљи  | 3×                   | ЈУ Спортска дворана Цазин, Цазин Гледалаца: 2.500 Судије: Пичон, Реверет (ФРА) |

#### Утакмице
| Тим #1   | рез.  | Тим #2              | прва утакмица | друга утакмица |
| -------- | ----- | ------------------- | ------------- | -------------- |
| Румунија | 61:62 | Финска              | 32:30         | 29:32          |
| Грчка    | 45:55 | Босна и Херцеговина | 23:28         | 22:27          |
| Естонија | 58:65 | Швајцарска          | 26:34         | 32:31          |

## Квалификације
- Сва времена су по средњеевропском времену

Жријеб квалификација је одржан 11. априла 2014. године. Тимови су подијељени у 7 група по 4 репрезентације. Прва два тима из сваке групе и најбољи трећепласирани тим ће се квалификовати на Европско првенство у рукомету 2016..
| Легенда                            |
| ---------------------------------- |
| Квалификован на Европско првенство |
| Није квалификован                  |

### Жријеб фазе 2
| Шешир 1                                                                 | Шешир 2                                                                          | Шешир 3                                                                       | Шешир 4                                                                           |
| ----------------------------------------------------------------------- | -------------------------------------------------------------------------------- | ----------------------------------------------------------------------------- | --------------------------------------------------------------------------------- |
| Данска · Шпанија · Хрватска · Француска · Србија · Мађарска · Словенија | Исланд · Немачка · Северна Македонија · Русија · Шведска · Белорусија · Норвешка | Аустрија · Чешка · Црна Гора · Словачка · Литванија · Португалија · Холандија | Босна и Херцеговина · Израел · Летонија · Швајцарска · Украјина · Турска · Финска |

### Група 1
| 29. октобар 2014 19:00 | Норвешка    | 36:27   | Турска  | Брат дворана, Кристијансунд Гледалаца: 2.769 Судије: Бернет, Вик (ШВА) |
| 29. октобар 2014 19:00 | Бјорнсен 11 | (18:13) | Доне 13 | Брат дворана, Кристијансунд Гледалаца: 2.769 Судије: Бернет, Вик (ШВА) |
| 29. октобар 2014 19:00 | 3×          | Детаљи  | 3×      | Брат дворана, Кристијансунд Гледалаца: 2.769 Судије: Бернет, Вик (ШВА) |

| 30. октобар 2014. 18:00 | Хрватска           | 35:24   | Холандија | Фран Галовић, Копривница Гледалаца: 2.500 Судије: Новиков, Перепилитси (УКР) |
| 30. октобар 2014. 18:00 | Чупић, Слишковић 6 | (17:10) | Шаген 6   | Фран Галовић, Копривница Гледалаца: 2.500 Судије: Новиков, Перепилитси (УКР) |
| 30. октобар 2014. 18:00 | 3×                 | Детаљи  | 3×        | Фран Галовић, Копривница Гледалаца: 2.500 Судије: Новиков, Перепилитси (УКР) |

| 2. новембар 2014. 14:00 | Холандија    | 22:30  | Норвешка            | Топспорт центар, Алмере Гледалаца: 1.250 Судије: Флеиш, Рибер (ЊЕМ) |
| 2. новембар 2014. 14:00 | ван Олпхен 5 | (9:13) | Јоендал, Бјорнсен 6 | Топспорт центар, Алмере Гледалаца: 1.250 Судије: Флеиш, Рибер (ЊЕМ) |
| 2. новембар 2014. 14:00 | 5× 3× 1×     | Детаљи | 3×                  | Топспорт центар, Алмере Гледалаца: 1.250 Судије: Флеиш, Рибер (ЊЕМ) |

| 2. новембар 2014. 15:00 | Турска | 22:32  | Хрватска        | ТХФ спортска дворана, Канкаја Гледалаца: 800 Судије: Куртагић, Ветервик (ШВЕ) |
| 2. новембар 2014. 15:00 | Доне 8 | (9:16) | Копљар, Чупић 6 | ТХФ спортска дворана, Канкаја Гледалаца: 800 Судије: Куртагић, Ветервик (ШВЕ) |
| 2. новембар 2014. 15:00 | 3× 1×  | Детаљи | 2× 3×           | ТХФ спортска дворана, Канкаја Гледалаца: 800 Судије: Куртагић, Ветервик (ШВЕ) |

| 29. април 2015. 19:10 | Норвешка          | 27:26   | Хрватска | ДНБ арена, Ставангер Гледалаца: 4.750 Судије: Марин, Гарсија (ШПА) |
| 29. април 2015. 19:10 | Хансен, Сагосен 5 | (17:13) | Чупић 5  | ДНБ арена, Ставангер Гледалаца: 4.750 Судије: Марин, Гарсија (ШПА) |
| 29. април 2015. 19:10 | 4× 3× 1×          | Детаљи  | 3×       | ДНБ арена, Ставангер Гледалаца: 4.750 Судије: Марин, Гарсија (ШПА) |

| 29. април 2015. 18:00 | Турска  | 23:30   | Холандија | ТХФ спортска дворана, Канкаја Гледалаца: 500 Судије: Коњичанин, Коњичанин (БИХ) |
| 29. април 2015. 18:00 | Доне 11 | (11:14) | Шаген 6   | ТХФ спортска дворана, Канкаја Гледалаца: 500 Судије: Коњичанин, Коњичанин (БИХ) |
| 29. април 2015. 18:00 | 2× 3×   | Детаљи  | 4× 3×     | ТХФ спортска дворана, Канкаја Гледалаца: 500 Судије: Коњичанин, Коњичанин (БИХ) |

| 3. мај 2015. 17:15 | Хрватска         | 31:25   | Норвешка           | Вараждин дворана, Вараждин Гледалаца: 5.000 Судије: Дину, Дин (РУМ) |
| 3. мај 2015. 17:15 | Дувњак, Хорват 7 | (16:17) | 3 играча по 4 гола | Вараждин дворана, Вараждин Гледалаца: 5.000 Судије: Дину, Дин (РУМ) |
| 3. мај 2015. 17:15 | 5× 3×            | Детаљи  | 7× 3× 1×           | Вараждин дворана, Вараждин Гледалаца: 5.000 Судије: Дину, Дин (РУМ) |

| 3. мај 2015. 14:00 | Холандија          | 31:21  | Турска | Топспорт центар, Алмере Гледалаца: 2.000 Судије: Вешовић, Митровић (ЦГ) |
| 3. мај 2015. 14:00 | Бумхаувер, Ханен 6 | (13:9) | Доне 5 | Топспорт центар, Алмере Гледалаца: 2.000 Судије: Вешовић, Митровић (ЦГ) |
| 3. мај 2015. 14:00 | 6× 3×              | Детаљи | 4× 3×  | Топспорт центар, Алмере Гледалаца: 2.000 Судије: Вешовић, Митровић (ЦГ) |

| 10. јун 2015. 20:00 | Холандија | 24:27   | Хрватска | Фитланд XЛ, Ситард Гледалаца: 2.200 Судије: Добровитс, Тајок (МАЂ) |
| 10. јун 2015. 20:00 | Верјанс 6 | (12:14) | Хорват 7 | Фитланд XЛ, Ситард Гледалаца: 2.200 Судије: Добровитс, Тајок (МАЂ) |
| 10. јун 2015. 20:00 | 4× 3×     | Детаљи  | 1×       | Фитланд XЛ, Ситард Гледалаца: 2.200 Судије: Добровитс, Тајок (МАЂ) |

| 10. јун 2015. 18:00 | Турска     | 22:26   | Норвешка     | ТХФ спортска дворана, Канкаја Гледалаца: 500 Судије: Ковалћук, Ковалћук (МОЛ) |
| 10. јун 2015. 18:00 | Калишкан 8 | (10:12) | Кристенсен 8 | ТХФ спортска дворана, Канкаја Гледалаца: 500 Судије: Ковалћук, Ковалћук (МОЛ) |
| 10. јун 2015. 18:00 | 4× 3×      | Детаљи  | 3× 2×        | ТХФ спортска дворана, Канкаја Гледалаца: 500 Судије: Ковалћук, Ковалћук (МОЛ) |

| 14. јун 2015. 17:17 | Хрватска           | 40:26   | Турска           | Школска спортска дворана Умаг, Умаг Гледалаца: 1.200 Судије: Аргиридис, Моутас (КИП) |
| 14. јун 2015. 17:17 | Михић, Степанчић 6 | (21:13) | Калишкан, Доне 5 | Школска спортска дворана Умаг, Умаг Гледалаца: 1.200 Судије: Аргиридис, Моутас (КИП) |
| 14. јун 2015. 17:17 | 2× 3×              | Детаљи  | 3×               | Школска спортска дворана Умаг, Умаг Гледалаца: 1.200 Судије: Аргиридис, Моутас (КИП) |

| 14. јун 2015. 18:15 | Норвешка   | 38:24   | Холандија | Трондхејм спортска дворана, Трондхејм Гледалаца: 3.151 Судије: Лешчински, Пичота (ПОЉ) |
| 14. јун 2015. 18:15 | Тонесен 11 | (19:11) | Ханен 7   | Трондхејм спортска дворана, Трондхејм Гледалаца: 3.151 Судије: Лешчински, Пичота (ПОЉ) |
| 14. јун 2015. 18:15 | 3×         | Детаљи  | 2× 3×     | Трондхејм спортска дворана, Трондхејм Гледалаца: 3.151 Судије: Лешчински, Пичота (ПОЉ) |

|    | Репрезентација | Ут. | Поб. | Н. | Пор. | Пос. | При. | Гр. | Бод. |
| -- | -------------- | --- | ---- | -- | ---- | ---- | ---- | --- | ---- |
| 1. | Хрватска       | 6   | 5    | 0  | 1    | 191  | 148  | +43 | 10   |
| 2. | Норвешка       | 6   | 5    | 0  | 1    | 182  | 152  | +30 | 10   |
| 3. | Холандија      | 6   | 2    | 0  | 4    | 155  | 174  | -19 | 4    |
| 4. | Турска         | 6   | 0    | 0  | 6    | 131  | 195  | -64 | 0    |

### Група 2
| 29. октобар 2014 14:30 | Белорусија | 25:25   | Босна и Херцеговина | Чижовка арена, Минск Гледалаца: 5.600 Судије: Хорачек, Новотни (ЧЕШ) |
| 29. октобар 2014 14:30 | Пукоуски 6 | (12:13) | Вражалић 6          | Чижовка арена, Минск Гледалаца: 5.600 Судије: Хорачек, Новотни (ЧЕШ) |
| 29. октобар 2014 14:30 | 3×         | Детаљи  | 6× 3×               | Чижовка арена, Минск Гледалаца: 5.600 Судије: Хорачек, Новотни (ЧЕШ) |

| 30. октобар 2014. 20:15 | Данска   | 31:21  | Литванија   | Брондби дворана, Брондби Гледалаца: 4.016 Судије: Лах, Сок (СЛО) |
| 30. октобар 2014. 20:15 | Хансен 7 | (16:8) | Драбавичиус | Брондби дворана, Брондби Гледалаца: 4.016 Судије: Лах, Сок (СЛО) |
| 30. октобар 2014. 20:15 | 1× 3×    | Детаљи | 2×          | Брондби дворана, Брондби Гледалаца: 4.016 Судије: Лах, Сок (СЛО) |

| 2. новембар 2014. 15:00 | Литванија     | 28:30   | Белорусија | Шјауљајска арена, Шјауљај Гледалаца: 500 Судије: Јохансон, Клико (ШВЕ) |
| 2. новембар 2014. 15:00 | Маласинскас 9 | (13:13) | Пукоуски 8 | Шјауљајска арена, Шјауљај Гледалаца: 500 Судије: Јохансон, Клико (ШВЕ) |
| 2. новембар 2014. 15:00 | 3×            | Детаљи  | 3× 1×      | Шјауљајска арена, Шјауљај Гледалаца: 500 Судије: Јохансон, Клико (ШВЕ) |

| 2. новембар 2014. 20:15 | Босна и Херцеговина | 23:25   | Данска           | КСПЦ Мејдан, Тузла Гледалаца: 5.000 Судије: Сантос, Фонсека (ПОР) |
| 2. новембар 2014. 20:15 | Торомановић 6       | (11:12) | Молгард,Хансен 5 | КСПЦ Мејдан, Тузла Гледалаца: 5.000 Судије: Сантос, Фонсека (ПОР) |
| 2. новембар 2014. 20:15 | 3×                  | Детаљи  | 1× 3×            | КСПЦ Мејдан, Тузла Гледалаца: 5.000 Судије: Сантос, Фонсека (ПОР) |

| 30. април 2015. 18:00 | Белорусија    | 27:36   | Данска      | Чижовка арена, Минск Гледалаца: 6.500 Судије: Павичевић, Ражнатовић (ЦГ) |
| 30. април 2015. 18:00 | С. Рутенка 10 | (12:17) | Мортенсен 9 | Чижовка арена, Минск Гледалаца: 6.500 Судије: Павичевић, Ражнатовић (ЦГ) |
| 30. април 2015. 18:00 | 4× 3×         | Детаљи  | 3×          | Чижовка арена, Минск Гледалаца: 6.500 Судије: Павичевић, Ражнатовић (ЦГ) |

| 30. април 2015. 20:15 | Босна и Херцеговина | 26:23   | Литванија   | Цазин дворана, Цазин Гледалаца: 2.000 Судије: Харабагиу, Станеску (РУМ) |
| 30. април 2015. 20:15 | Прце 9              | (13:10) | Петреикис 6 | Цазин дворана, Цазин Гледалаца: 2.000 Судије: Харабагиу, Станеску (РУМ) |
| 30. април 2015. 20:15 | 5× 3×               | Детаљи  | 6× 1×       | Цазин дворана, Цазин Гледалаца: 2.000 Судије: Харабагиу, Станеску (РУМ) |

| 2. мај 2015. 20:15 | Данска              | 32:23   | Белорусија               | НРГи арена, Орхус Гледалаца: 4.959 Судије: Куртагић, Ветервик (ШВЕ) |
| 2. мај 2015. 20:15 | Хансен, Мортенсен 7 | (12:17) | Џ. Рутенка, С. Рутенка 5 | НРГи арена, Орхус Гледалаца: 4.959 Судије: Куртагић, Ветервик (ШВЕ) |
| 2. мај 2015. 20:15 | 5× 3×               | Детаљи  | 5× 3×                    | НРГи арена, Орхус Гледалаца: 4.959 Судије: Куртагић, Ветервик (ШВЕ) |

| 3. мај 2015. 16:00 | Литванија        | 19:15  | Босна и Херцеговина | Спортска дворана Каунас, Каунас Гледалаца: 1.000 Судије: Цаферопулос, Бетман (ГРЧ) |
| 3. мај 2015. 16:00 | Страџас, Плета 4 | (10:7) | Прце 5              | Спортска дворана Каунас, Каунас Гледалаца: 1.000 Судије: Цаферопулос, Бетман (ГРЧ) |
| 3. мај 2015. 16:00 | 4× 3×            | Детаљи | 3×                  | Спортска дворана Каунас, Каунас Гледалаца: 1.000 Судије: Цаферопулос, Бетман (ГРЧ) |

| 10. јун 2015. 18:00 | Литванија       | 26:31   | Данска    | Спортска дворана Каунас, Каунас Гледалаца: 1.400 Судије: Гасми, Гасми (ФРА) |
| 10. јун 2015. 18:00 | Трукановичиус 6 | (13:18) | Нодесбо 6 | Спортска дворана Каунас, Каунас Гледалаца: 1.400 Судије: Гасми, Гасми (ФРА) |
| 10. јун 2015. 18:00 | 4× 3×           | Детаљи  | 3×        | Спортска дворана Каунас, Каунас Гледалаца: 1.400 Судије: Гасми, Гасми (ФРА) |

| 11. јун 2015. 20:15 | Босна и Херцеговина | 22:22   | Белорусија | Градска арена Зеница, Зеница Гледалаца: 6.000 Судије: Бруновски, Чанда (СВК) |
| 11. јун 2015. 20:15 | Малиновић 6         | (14:12) | Пукоуски 6 | Градска арена Зеница, Зеница Гледалаца: 6.000 Судије: Бруновски, Чанда (СВК) |
| 11. јун 2015. 20:15 | 5× 3×               | Детаљи  | 3×         | Градска арена Зеница, Зеница Гледалаца: 6.000 Судије: Бруновски, Чанда (СВК) |

| 14. јун 2015. 20:15 | Данска  | 26:25   | Босна и Херцеговина | Брондби дворана, Брондби Гледалаца: 4.467 Судије: Хансен, Петерсен (НОР) |
| 14. јун 2015. 20:15 | Шмидт 6 | (13:14) | Прце 9              | Брондби дворана, Брондби Гледалаца: 4.467 Судије: Хансен, Петерсен (НОР) |
| 14. јун 2015. 20:15 | 4× 3×   | Детаљи  | 3×                  | Брондби дворана, Брондби Гледалаца: 4.467 Судије: Хансен, Петерсен (НОР) |

| 14. јун 2015. 15.00 | Белорусија | 31:24   | Литванија                  | Минск спортска дворана, Минск Гледалаца: 3.310 Судије: Панџић, Мосорински (СРБ) |
| 14. јун 2015. 15.00 | Пукоуски 8 | (13:14) | Петреикис, Трукановичиус 6 | Минск спортска дворана, Минск Гледалаца: 3.310 Судије: Панџић, Мосорински (СРБ) |
| 14. јун 2015. 15.00 | 3× 2×      | Детаљи  | 2× 3×                      | Минск спортска дворана, Минск Гледалаца: 3.310 Судије: Панџић, Мосорински (СРБ) |

|    | Репрезентација      | Ут. | Поб. | Н. | Пор. | Пос. | При. | Гр. | Бод. |
| -- | ------------------- | --- | ---- | -- | ---- | ---- | ---- | --- | ---- |
| 1. | Данска              | 6   | 6    | 0  | 0    | 182  | 144  | +38 | 12   |
| 2. | Белорусија          | 6   | 2    | 2  | 3    | 158  | 168  | +10 | 6    |
| 3. | Босна и Херцеговина | 6   | 1    | 2  | 3    | 136  | 140  | -4  | 4    |
| 4. | Литванија           | 6   | 1    | 0  | 5    | 140  | 162  | -22 | 2    |

### Група 3
| 29. октобар 2014 20:30 | Словенија | 31:25   | Словачка | Дворана Бонифика, Копар Гледалаца: 2.200 Судије: Гејпел, Хелбиг (ЊЕМ) |
| 29. октобар 2014 20:30 | Гајић 9   | (15:12) | Рабек 7  | Дворана Бонифика, Копар Гледалаца: 2.200 Судије: Гејпел, Хелбиг (ЊЕМ) |
| 29. октобар 2014 20:30 | 3×        | Детаљи  | 2× 3×    | Дворана Бонифика, Копар Гледалаца: 2.200 Судије: Гејпел, Хелбиг (ЊЕМ) |

| 30. октобар 2014. 17:15 | Шведска            | 33:23  | Летонија     | Росвала Нићепинг Евентцентар, Нићепинг Гледалаца: 3.000 Судије: Панџић, Саторџија (БИХ) |
| 30. октобар 2014. 17:15 | Екберг, Петерсен 6 | (18:8) | Криштопанс 8 | Росвала Нићепинг Евентцентар, Нићепинг Гледалаца: 3.000 Судије: Панџић, Саторџија (БИХ) |
| 30. октобар 2014. 17:15 | 5× 3×              | Детаљи | 4× 3× 1×     | Росвала Нићепинг Евентцентар, Нићепинг Гледалаца: 3.000 Судије: Панџић, Саторџија (БИХ) |

| 1. новембар 2014. 16:05 | Летонија | 28:39   | Словенија | Спортски центар Добеле, Добеле Гледалаца: 1.150 Судије: Андорка, Хукер (МАЂ) |
| 1. новембар 2014. 16:05 | Јурџс 7  | (13:21) | Гајић 10  | Спортски центар Добеле, Добеле Гледалаца: 1.150 Судије: Андорка, Хукер (МАЂ) |
| 1. новембар 2014. 16:05 | 5× 3× 1× | Детаљи  | 2× 3× 1×  | Спортски центар Добеле, Добеле Гледалаца: 1.150 Судије: Андорка, Хукер (МАЂ) |

| 1. новембар 2014. 18:00 | Словачка | 23:33   | Шведска  | Хант арена, Братислава Гледалаца: 2.500 Судије: Ралуј, Сабросо (ШПА) |
| 1. новембар 2014. 18:00 | Урбан 7  | (15:16) | Нилсон 9 | Хант арена, Братислава Гледалаца: 2.500 Судије: Ралуј, Сабросо (ШПА) |
| 1. новембар 2014. 18:00 | 4× 3×    | Детаљи  | 3×       | Хант арена, Братислава Гледалаца: 2.500 Судије: Ралуј, Сабросо (ШПА) |

| 29. април 2015. 19:15 | Шведска       | 28:24   | Словенија | Вида дворана, Векше Гледалаца: 4.512 Судије: Гателис, Мажејка (ЛИТ) |
| 29. април 2015. 19:15 | Готфридсон 10 | (18:10) | Гајић 10  | Вида дворана, Векше Гледалаца: 4.512 Судије: Гателис, Мажејка (ЛИТ) |
| 29. април 2015. 19:15 | 6× 3×         | Детаљи  | 4× 3×     | Вида дворана, Векше Гледалаца: 4.512 Судије: Гателис, Мажејка (ЛИТ) |

| 29. април 2015. 18:35 | Летонија     | 25:18  | Словачка | Спортски центар Добеле, Добеле Гледалаца: 900 Судије: Хансен, Петерсен (НОР) |
| 29. април 2015. 18:35 | Криштопанс 8 | (11:7) | Рабек 8  | Спортски центар Добеле, Добеле Гледалаца: 900 Судије: Хансен, Петерсен (НОР) |
| 29. април 2015. 18:35 | 6× 3×        | Детаљи | 5× 3×    | Спортски центар Добеле, Добеле Гледалаца: 900 Судије: Хансен, Петерсен (НОР) |

| 3. мај 2015. 17:30 | Словенија | 28:28   | Шведска | Дворана Златорог, Цеље Гледалаца: 3.500 Судије: Денц, Реибел (ФРА) |
| 3. мај 2015. 17:30 | Гајић     | (13:16) | Олсон 5 | Дворана Златорог, Цеље Гледалаца: 3.500 Судије: Денц, Реибел (ФРА) |
| 3. мај 2015. 17:30 | 2× 3×     | Детаљи  | 3×      | Дворана Златорог, Цеље Гледалаца: 3.500 Судије: Денц, Реибел (ФРА) |

| 2. мај 2015. 18:00 | Словачка  | 22:23   | Летонија   | Спортска дворана Хлоховец, Хлоховец Гледалаца: 1.500 Судије: Леандерсон, Линдорс (ФИН) |
| 2. мај 2015. 18:00 | Хрушчак 9 | (16:10) | Павлович 9 | Спортска дворана Хлоховец, Хлоховец Гледалаца: 1.500 Судије: Леандерсон, Линдорс (ФИН) |
| 2. мај 2015. 18:00 | 7× 3×     | Детаљи  | 6× 2×      | Спортска дворана Хлоховец, Хлоховец Гледалаца: 1.500 Судије: Леандерсон, Линдорс (ФИН) |

| 10. јун 2015. 17:00 | Словачка | 20:26   | Словенија         | Рукометна арена Татран, Прешов Гледалаца: 1.450 Судије: Штарк, Стефан (РУМ) |
| 10. јун 2015. 17:00 | Рабек 7  | (10:13) | Натек, Шоштарић 4 | Рукометна арена Татран, Прешов Гледалаца: 1.450 Судије: Штарк, Стефан (РУМ) |
| 10. јун 2015. 17:00 | 3× 2×    | Детаљи  | 4× 3×             | Рукометна арена Татран, Прешов Гледалаца: 1.450 Судије: Штарк, Стефан (РУМ) |

| 10. јун 2015. 18:35 | Летонија   | 14:33  | Шведска    | Спортски центар Добеле, Добеле Гледалаца: 600 Судије: Катсикис, Микалидис (ГРЧ) |
| 10. јун 2015. 18:35 | Павлович 3 | (8:16) | Закрисон 5 | Спортски центар Добеле, Добеле Гледалаца: 600 Судије: Катсикис, Микалидис (ГРЧ) |
| 10. јун 2015. 18:35 | 2× 3×      | Детаљи | 2× 1×      | Спортски центар Добеле, Добеле Гледалаца: 600 Судије: Катсикис, Микалидис (ГРЧ) |

| 13. јун 2015. 18:30 | Словенија          | 37:20   | Летонија | Црвена дворана, Велење Гледалаца: 1.200 Судије: Цаферопулос, Бетман (ГРЧ) |
| 13. јун 2015. 18:30 | Маргуч, Шоштарић 5 | (18:11) | Јурџс 10 | Црвена дворана, Велење Гледалаца: 1.200 Судије: Цаферопулос, Бетман (ГРЧ) |
| 13. јун 2015. 18:30 | 6× 3×              | Детаљи  | 3× 2×    | Црвена дворана, Велење Гледалаца: 1.200 Судије: Цаферопулос, Бетман (ГРЧ) |

| 14. јун 2015. 16:15 | Шведска   | 27:22   | Словачка     | Ховет, Стокхолм Гледалаца: 7.000 Судије: Буке, Мајер (ШВА) |
| 14. јун 2015. 16:15 | Екберг 10 | (16:10) | Страновски 6 | Ховет, Стокхолм Гледалаца: 7.000 Судије: Буке, Мајер (ШВА) |
| 14. јун 2015. 16:15 | 5× 3×     | Детаљи  | 5× 2×        | Ховет, Стокхолм Гледалаца: 7.000 Судије: Буке, Мајер (ШВА) |

|    | Репрезентација | Ут. | Поб. | Н. | Пор. | Пос. | При. | Гр. | Бод. |
| -- | -------------- | --- | ---- | -- | ---- | ---- | ---- | --- | ---- |
| 1. | Шведска        | 6   | 5    | 1  | 0    | 182  | 134  | +48 | 11   |
| 2. | Словенија      | 6   | 4    | 1  | 1    | 185  | 149  | +36 | 9    |
| 3. | Летонија       | 6   | 2    | 0  | 4    | 133  | 182  | -49 | 4    |
| 4. | Словачка       | 6   | 0    | 0  | 6    | 130  | 165  | -35 | 0    |

### Група 4
| 29. октобар 2014 18:30 | Исланд      | 36:19  | Израел     | Лаугардазол, Рејкјавик Гледалаца: 1.950 Судије: Бухе, Мејер (ШВА) |
| 29. октобар 2014 18:30 | Сигурдсон 9 | (14:9) | Померанз 6 | Лаугардазол, Рејкјавик Гледалаца: 1.950 Судије: Бухе, Мејер (ШВА) |
| 29. октобар 2014 18:30 | 2× 3×       | Детаљи | 5× 1×      | Лаугардазол, Рејкјавик Гледалаца: 1.950 Судије: Бухе, Мејер (ШВА) |

| 29. октобар 2014. 20:00 | Србија        | 25:21  | Црна Гора | Хала Пионир, Београд Гледалаца: 7.000 Судије: Дину, Дин (РУМ) |
| 29. октобар 2014. 20:00 | Ђукич,Вујин 7 | (10:9) | Мелић 6   | Хала Пионир, Београд Гледалаца: 7.000 Судије: Дину, Дин (РУМ) |
| 29. октобар 2014. 20:00 | 7× 3×         | Детаљи | 5× 2×     | Хала Пионир, Београд Гледалаца: 7.000 Судије: Дину, Дин (РУМ) |

| 2. новембар 2014. 17:00 | Црна Гора  | 25:24   | Исланд     | Спортска дворана Тополица, Бар Гледалаца: 2.234 Судије: Денц, Ребел (ФРА) |
| 2. новембар 2014. 17:00 | Борозан 10 | (14:12) | Петерсон 7 | Спортска дворана Тополица, Бар Гледалаца: 2.234 Судије: Денц, Ребел (ФРА) |
| 2. новембар 2014. 17:00 | 1× 3×      | Детаљи  | 3× 2×      | Спортска дворана Тополица, Бар Гледалаца: 2.234 Судије: Денц, Ребел (ФРА) |

| 2. новембар 2014. 18:45 | Израел     | 22:26   | Србија      | Макаби спортски центар, Ришон Лецион Гледалаца: 1.050 Судије: Гуско, Репкин (БЛР) |
| 2. новембар 2014. 18:45 | Померанз 9 | (10:13) | Стојковић 6 | Макаби спортски центар, Ришон Лецион Гледалаца: 1.050 Судије: Гуско, Репкин (БЛР) |
| 2. новембар 2014. 18:45 | 4× 3×      | Детаљи  | 2× 3×       | Макаби спортски центар, Ришон Лецион Гледалаца: 1.050 Судије: Гуско, Репкин (БЛР) |

| 29. април 2015. 21:30 | Исланд    | 38:22   | Србија     | Лаугардазол, Рејкјавик Гледалаца: 2.200 Судије: Гејпел, Хелбиг (ЊЕМ) |
| 29. април 2015. 21:30 | Сигурдсон | (16:10) | Марсенић 6 | Лаугардазол, Рејкјавик Гледалаца: 2.200 Судије: Гејпел, Хелбиг (ЊЕМ) |
| 29. април 2015. 21:30 | 2× 3×     | Детаљи  | 4× 3×      | Лаугардазол, Рејкјавик Гледалаца: 2.200 Судије: Гејпел, Хелбиг (ЊЕМ) |

| 30. април 2015. 18:45 | Израел | 19:22  | Црна Гора  | Драјв арена, Тел Авив Гледалаца: 1.500 Судије: Тогстад, Кристиансен (НОР) |
| 30. април 2015. 18:45 | Леви 6 | (9:9)  | Липовина 7 | Драјв арена, Тел Авив Гледалаца: 1.500 Судије: Тогстад, Кристиансен (НОР) |
| 30. април 2015. 18:45 | 2× 3×  | Детаљи | 4× 3×      | Драјв арена, Тел Авив Гледалаца: 1.500 Судије: Тогстад, Кристиансен (НОР) |

| 3. мај 2015. 19:00 | Србија | 25:25   | Исланд      | Спортски центар Чаир, Ниш Гледалаца: 5.600 Судије: Столаровс, Лицис (ЛЕТ) |
| 3. мај 2015. 19:00 | Илић 6 | (13:11) | Сваварсон 5 | Спортски центар Чаир, Ниш Гледалаца: 5.600 Судије: Столаровс, Лицис (ЛЕТ) |
| 3. мај 2015. 19:00 | 2×     | Детаљи  | 4× 2× 1×    | Спортски центар Чаир, Ниш Гледалаца: 5.600 Судије: Столаровс, Лицис (ЛЕТ) |

| 3. мај 2015. 20:00 | Црна Гора          | 33:27   | Израел | Спортска дворана Тополица, Бар Гледалаца: 2.500 Судије: Бркић, Јусуфхоџић (АУТ) |
| 3. мај 2015. 20:00 | Мелић, Шеваљевић 6 | (16:13) | Апо 7  | Спортска дворана Тополица, Бар Гледалаца: 2.500 Судије: Бркић, Јусуфхоџић (АУТ) |
| 3. мај 2015. 20:00 | 3×                 | Детаљи  | 1× 3×  | Спортска дворана Тополица, Бар Гледалаца: 2.500 Судије: Бркић, Јусуфхоџић (АУТ) |

| јун 2015. 20:00 | Црна Гора          | 23:23   | Србија | Спортска дворана Тополица, Бар Гледалаца: 2.500 Судије: Тогстад, Кристиансен (НОР) |
| јун 2015. 20:00 | 4 играча по 4 гола | (11:14) | Илић 5 | Спортска дворана Тополица, Бар Гледалаца: 2.500 Судије: Тогстад, Кристиансен (НОР) |
| јун 2015. 20:00 | 2× 3×              | Детаљи  | 4× 3×  | Спортска дворана Тополица, Бар Гледалаца: 2.500 Судије: Тогстад, Кристиансен (НОР) |

| 10. јун 2015. 18:45 | Израел      | 24:34   | Исланд        | Драјв арена, Тел Авив Гледалаца: 1.200 Судије: Николов, Начевски (МАК) |
| 10. јун 2015. 18:45 | Леви, Гал 5 | (12:17) | Сигурмансон 6 | Драјв арена, Тел Авив Гледалаца: 1.200 Судије: Николов, Начевски (МАК) |
| 10. јун 2015. 18:45 | 4× 3×       | Детаљи  | 7× 3×         | Драјв арена, Тел Авив Гледалаца: 1.200 Судије: Николов, Начевски (МАК) |

| 14. јун 2015. 18:30 | Србија,     | 32:23   | Израел           | Спортска дворана у Краљеву, Краљево Гледалаца: 3.000 Судије: Цветко, Кавалар (СЛО) |
| 14. јун 2015. 18:30 | Зеленовић 6 | (19:12) | Давда, Фридман 5 | Спортска дворана у Краљеву, Краљево Гледалаца: 3.000 Судије: Цветко, Кавалар (СЛО) |
| 14. јун 2015. 18:30 | 3×          | Детаљи  | 1× 3×            | Спортска дворана у Краљеву, Краљево Гледалаца: 3.000 Судије: Цветко, Кавалар (СЛО) |

| 14. јун 2015. 19:00 | Исланд       | 34:22   | Црна Гора            | Лаугардазол, Рејкјавик Гледалаца: 2.050 Судије: Хорачек, Новотни (ЧЕШ) |
| 14. јун 2015. 19:00 | Сигурдсон 10 | (19:11) | Шеваљевић, Борозан 6 | Лаугардазол, Рејкјавик Гледалаца: 2.050 Судије: Хорачек, Новотни (ЧЕШ) |
| 14. јун 2015. 19:00 | 5× 3×        | Детаљи  | 6× 2×                | Лаугардазол, Рејкјавик Гледалаца: 2.050 Судије: Хорачек, Новотни (ЧЕШ) |

|    | Репрезентација | Ут. | Поб. | Н. | Пор. | Пос. | При. | Гр. | Бод. |
| -- | -------------- | --- | ---- | -- | ---- | ---- | ---- | --- | ---- |
| 1. | Исланд         | 6   | 4    | 1  | 1    | 191  | 137  | +54 | 9    |
| 2. | Србија         | 6   | 3    | 2  | 1    | 153  | 152  | +1  | 8    |
| 3. | Црна Гора      | 6   | 3    | 1  | 2    | 146  | 152  | -6  | 7    |
| 4. | Израел         | 6   | 0    | 0  | 6    | 134  | 183  | -49 | 0    |

### Група 5
| 29. октобар 2014 20:30 | Мађарска        | 31:30   | Португалија | Џенерали арена, Мишколц Гледалаца: 2.000 Судије: Бадура, Ондогрекула (СВК) |
| 29. октобар 2014 20:30 | три играча по 5 | (19:15) | Роха 9      | Џенерали арена, Мишколц Гледалаца: 2.000 Судије: Бадура, Ондогрекула (СВК) |
| 29. октобар 2014 20:30 | 1× 3×           | Детаљи  | 4× 3×       | Џенерали арена, Мишколц Гледалаца: 2.000 Судије: Бадура, Ондогрекула (СВК) |

| 2. новембар 2014. 16:00 | Португалија | 29:34   | Русија     | Павилхао Деспортиво Муникипал, Вила Нова де Гаја Гледалаца: 2.000 Судије: Николов, Начевски (МКД) |
| 2. новембар 2014. 16:00 | Рортела 7   | (12:18) | Игропуло 8 | Павилхао Деспортиво Муникипал, Вила Нова де Гаја Гледалаца: 2.000 Судије: Николов, Начевски (МКД) |
| 2. новембар 2014. 16:00 | 4× 3×       | Детаљи  | 5× 3×      | Павилхао Деспортиво Муникипал, Вила Нова де Гаја Гледалаца: 2.000 Судије: Николов, Начевски (МКД) |

| 2. новембар 2014. 17:00 | Украјина      | 20:33  | Мађарска  | Дворав спорта, Кијев Гледалаца: 2.000 Судије: Јединг, Хансен (ДАН) |
| 2. новембар 2014. 17:00 | Онуфријенко 5 | (9:15) | Иванчик 7 | Дворав спорта, Кијев Гледалаца: 2.000 Судије: Јединг, Хансен (ДАН) |
| 2. новембар 2014. 17:00 | 3×            | Детаљи | 3× 4×     | Дворав спорта, Кијев Гледалаца: 2.000 Судије: Јединг, Хансен (ДАН) |

| 30. април 2015. 18:00 | Русија     | 23:27  | Мађарска | Олимпијски спортски центар Чехов, Чехов Гледалаца: 1.800 Судије: Крстић, Љубић (СЛО) |
| 30. април 2015. 18:00 | Шишкарев 6 | (8:15) | Каћар 5  | Олимпијски спортски центар Чехов, Чехов Гледалаца: 1.800 Судије: Крстић, Љубић (СЛО) |
| 30. април 2015. 18:00 | 4× 2×      | Детаљи | 3× 2×    | Олимпијски спортски центар Чехов, Чехов Гледалаца: 1.800 Судије: Крстић, Љубић (СЛО) |

| 30. април 2015. 17:00 | Украјина    | 26:32   | Португалија | Терминал Бровари, Бровари Гледалаца: 1.120 Судије: Лешчински, Пичота (ПОЉ) |
| 30. април 2015. 17:00 | Тиутиуник 7 | (12:17) | Рортела 10  | Терминал Бровари, Бровари Гледалаца: 1.120 Судије: Лешчински, Пичота (ПОЉ) |
| 30. април 2015. 17:00 | 6× 3×       | Детаљи  | 6× 3×       | Терминал Бровари, Бровари Гледалаца: 1.120 Судије: Лешчински, Пичота (ПОЉ) |

| 2. мај 2015. 16:10 | Мађарска      | 29:25   | Русија               | Веспрем дворана, Веспрем Гледалаца: 3.215 Судије: Флеш, Рибер (ЊЕМ) |
| 2. мај 2015. 16:10 | Бодо, Каћар 6 | (15:11) | Шишкарев, Житников 4 | Веспрем дворана, Веспрем Гледалаца: 3.215 Судије: Флеш, Рибер (ЊЕМ) |
| 2. мај 2015. 16:10 | 2× 3×         | Детаљи  | 5× 2× 1×             | Веспрем дворана, Веспрем Гледалаца: 3.215 Судије: Флеш, Рибер (ЊЕМ) |

| 3. мај 2015. 17:05 | Португалија | 34:24   | Украјина   | Павилхао Деспортиво Муникипал, Вила Нова де Гаја Гледалаца: 1.500 Судије: Јохансон, Клико (ШВЕ) |
| 3. мај 2015. 17:05 | Антунес 10  | (19:12) | Чичикало 8 | Павилхао Деспортиво Муникипал, Вила Нова де Гаја Гледалаца: 1.500 Судије: Јохансон, Клико (ШВЕ) |
| 3. мај 2015. 17:05 | 6× 3× 1×    | Детаљи  | 4× 2×      | Павилхао Деспортиво Муникипал, Вила Нова де Гаја Гледалаца: 1.500 Судије: Јохансон, Клико (ШВЕ) |

| 10. јун 2014. 17:00 | Русија    | 27:22   | Украјина    | Минск спортска дворана, Минск Гледалаца: 3.300 Судије: Губица, Милошевић (ХРВ) |
| 10. јун 2014. 17:00 | Дибиров 6 | (15:10) | Карамишев 5 | Минск спортска дворана, Минск Гледалаца: 3.300 Судије: Губица, Милошевић (ХРВ) |
| 10. јун 2014. 17:00 | 3×        | Детаљи  | 3×          | Минск спортска дворана, Минск Гледалаца: 3.300 Судије: Губица, Милошевић (ХРВ) |

| 10. јун 2015. 21:15 | Португалија | 25:26   | Мађарска | Павиљо дворана, Санту Тирсу Гледалаца: 2.000 Судије: Гуско, Репкин (БЛР) |
| 10. јун 2015. 21:15 | Дуарте 10   | (15:12) | Бодо 5   | Павиљо дворана, Санту Тирсу Гледалаца: 2.000 Судије: Гуско, Репкин (БЛР) |
| 10. јун 2015. 21:15 | 5× 3×       | Детаљи  | 4× 2×    | Павиљо дворана, Санту Тирсу Гледалаца: 2.000 Судије: Гуско, Репкин (БЛР) |

| 11. јун 2015. 18:00 | Украјина   | 28:30   | Русија             | Минск спортска дворана, Минск Гледалаца: 3.000 Судије: Губица, Милошевић (ХРВ) |
| 11. јун 2015. 18:00 | Чичикало 7 | (14:16) | Дибиров, Деревен 6 | Минск спортска дворана, Минск Гледалаца: 3.000 Судије: Губица, Милошевић (ХРВ) |
| 11. јун 2015. 18:00 | 3×         | Детаљи  | 5× 3×              | Минск спортска дворана, Минск Гледалаца: 3.000 Судије: Губица, Милошевић (ХРВ) |

| 13. јун 2015. 16:00 | Мађарска | 32:28   | Украјина   | Ауди Арена, Ђер Гледалаца: 2.500 Судије: Скурзни, Кавулић (ЧЕШ) |
| 13. јун 2015. 16:00 | Бодо 9   | (15:14) | Чичикало 8 | Ауди Арена, Ђер Гледалаца: 2.500 Судије: Скурзни, Кавулић (ЧЕШ) |
| 13. јун 2015. 16:00 | 3× 1×    | Детаљи  | 5× 3×      | Ауди Арена, Ђер Гледалаца: 2.500 Судије: Скурзни, Кавулић (ЧЕШ) |

| 14. јун 2015. 15:00 | Русија     | 35:33   | Португалија | ЦСКА спортска универзална дворана, Москва Гледалаца: 1.000 Судије: Николић, Стојковић (СРБ) |
| 14. јун 2015. 15:00 | Дибиров 11 | (15:16) | Рортела 8   | ЦСКА спортска универзална дворана, Москва Гледалаца: 1.000 Судије: Николић, Стојковић (СРБ) |
| 14. јун 2015. 15:00 | 8× 3×      | Детаљи  | 7× 3× 1×    | ЦСКА спортска универзална дворана, Москва Гледалаца: 1.000 Судије: Николић, Стојковић (СРБ) |

|    | Репрезентација | Ут. | Поб. | Н. | Пор. | Пос. | При. | Гр. | Бод. |
| -- | -------------- | --- | ---- | -- | ---- | ---- | ---- | --- | ---- |
| 1. | Мађарска       | 6   | 6    | 0  | 0    | 178  | 151  | +27 | 12   |
| 2. | Русија         | 6   | 4    | 0  | 2    | 174  | 168  | +6  | 8    |
| 3. | Португалија    | 6   | 2    | 0  | 4    | 183  | 176  | +7  | 4    |
| 4. | Украјина       | 6   | 0    | 0  | 6    | 148  | 188  | -40 | 0    |

### Група 6
| 29. октобар 2014 17:45 | Северна Македонија | 27:20  | Швајцарска | Спортски центар Борис Трајковски, Скопље Гледалаца: 4.500 Судије: Гателис, Мажејка (ЛИТ) |
| 29. октобар 2014 17:45 | Лазаров 13         | (12:8) | Шмид 5     | Спортски центар Борис Трајковски, Скопље Гледалаца: 4.500 Судије: Гателис, Мажејка (ЛИТ) |
| 29. октобар 2014 17:45 | 3×                 | Детаљи | 3×         | Спортски центар Борис Трајковски, Скопље Гледалаца: 4.500 Судије: Гателис, Мажејка (ЛИТ) |

| 30. октобар 2014. 19:30 | Француска | 41:25   | Чешка     | Ле Пхаре, Шамбери Гледалаца: 4.400 Судије: Штарк, Стефан (РУМ) |
| 30. октобар 2014. 19:30 | Жоли 7    | (20:12) | Линхарт 8 | Ле Пхаре, Шамбери Гледалаца: 4.400 Судије: Штарк, Стефан (РУМ) |
| 30. октобар 2014. 19:30 | 1× 3×     | Детаљи  | 2× 3×     | Ле Пхаре, Шамбери Гледалаца: 4.400 Судије: Штарк, Стефан (РУМ) |

| 2. новембар 2014. 13:30 | Чешка               | 27:27   | Северна Македонија | Еуроникс спортска дворана, Злин Судије: Тогстад, Кристиансен (НОР) |
| 2. новембар 2014. 13:30 | Линхарт, Ждрахала 7 | (18:11) | Лазаров 10         | Еуроникс спортска дворана, Злин Судије: Тогстад, Кристиансен (НОР) |
| 2. новембар 2014. 13:30 | 3× 2× 1×            | Детаљи  | 3× 2× 2.000×       | Еуроникс спортска дворана, Злин Судије: Тогстад, Кристиансен (НОР) |

| 2. новембар 2014. 14:30 | Швајцарска  | 24:33   | Француска | Ст. Јакоб дворана, Базел Гледалаца: 6.700 Судије: Губица, Милошевић (ХРВ) |
| 2. новембар 2014. 14:30 | Сидоровиц 9 | (11:15) | Гигу 8    | Ст. Јакоб дворана, Базел Гледалаца: 6.700 Судије: Губица, Милошевић (ХРВ) |
| 2. новембар 2014. 14:30 | 5× 3×       | Детаљи  | 1× 3×     | Ст. Јакоб дворана, Базел Гледалаца: 6.700 Судије: Губица, Милошевић (ХРВ) |

| 29. април 2015. 20:15 | Северна Македонија | 25:27   | Француска | Спортски центар Борис Трајковски, Скопље Гледалаца: 6.800 Судије: Хорват, Мартон (МАЂ) |
| 29. април 2015. 20:15 | Лазаров 8          | (13:15) | Гигу 6    | Спортски центар Борис Трајковски, Скопље Гледалаца: 6.800 Судије: Хорват, Мартон (МАЂ) |
| 29. април 2015. 20:15 | 3×                 | Детаљи  | 2× 3×     | Спортски центар Борис Трајковски, Скопље Гледалаца: 6.800 Судије: Хорват, Мартон (МАЂ) |

| 29. април 2015. 20:00 | Швајцарска | 26:30   | Чешка       | БЦЦ дворана, Шафхаузен Гледалаца: 1.500 Судије: Сантос, Фонеска (ПОР) |
| 29. април 2015. 20:00 | Шмид 7     | (12:14) | Петровски 6 | БЦЦ дворана, Шафхаузен Гледалаца: 1.500 Судије: Сантос, Фонеска (ПОР) |
| 29. април 2015. 20:00 | 4× 3× 1×   | Детаљи  | 3× 1×       | БЦЦ дворана, Шафхаузен Гледалаца: 1.500 Судије: Сантос, Фонеска (ПОР) |

| 3. мај 2015. 17:05 | Француска   | 35:24   | Северна Македонија | Спортска дворана Андре Брут, Тулуза Гледалаца: 4.226 Судије: Какадор, Николау (ПОР) |
| 3. мај 2015. 17:05 | Карабатић 6 | (15:13) | Лазаров 9          | Спортска дворана Андре Брут, Тулуза Гледалаца: 4.226 Судије: Какадор, Николау (ПОР) |
| 3. мај 2015. 17:05 | 1× 3×       | Детаљи  | 3×                 | Спортска дворана Андре Брут, Тулуза Гледалаца: 4.226 Судије: Какадор, Николау (ПОР) |

| 2. мај 2015. 17:00 | Чешка      | 29:25   | Швајцарска | Спортска дворана ТЈ локомотива, Плзењ Гледалаца: 795 Судије: Ердоган, Оздениз (ТУР) |
| 2. мај 2015. 17:00 | Ждрахала 9 | (15:13) | Рами 5     | Спортска дворана ТЈ локомотива, Плзењ Гледалаца: 795 Судије: Ердоган, Оздениз (ТУР) |
| 2. мај 2015. 17:00 | 4× 3×      | Детаљи  | 5× 3×      | Спортска дворана ТЈ локомотива, Плзењ Гледалаца: 795 Судије: Ердоган, Оздениз (ТУР) |

| 10. јун 2015. 18:10 | Чешка      | 24:34   | Француска | Спортска дворана Водова, Брно Гледалаца: 3.000 Судије: Шулц, Тониес (ЊЕМ) |
| 10. јун 2015. 18:10 | Ждрахала 9 | (10:16) | Махе 7    | Спортска дворана Водова, Брно Гледалаца: 3.000 Судије: Шулц, Тониес (ЊЕМ) |
| 10. јун 2015. 18:10 | 4× 3×      | Детаљи  | 3× 2×     | Спортска дворана Водова, Брно Гледалаца: 3.000 Судије: Шулц, Тониес (ЊЕМ) |

| 10. јун 2015. 20:00 | Швајцарска    | 17:26  | Северна Македонија | Спортска дворана Санкт Гален, Санкт Гален Гледалаца: 2.337 Судије: Зотин, Володков (РУС) |
| 10. јун 2015. 20:00 | Шмид, Кутел 4 | (8:15) | Лазаров 5          | Спортска дворана Санкт Гален, Санкт Гален Гледалаца: 2.337 Судије: Зотин, Володков (РУС) |
| 10. јун 2015. 20:00 | 4× 3×         | Детаљи | 3×                 | Спортска дворана Санкт Гален, Санкт Гален Гледалаца: 2.337 Судије: Зотин, Володков (РУС) |

| 13. јун 2015. 15:15 | Француска        | 31:23  | Швајцарска | Спортска дворана Клермон Феран, Клермон Феран Гледалаца: 4.700 Судије: Кохен, Перец (ИЗР) |
| 13. јун 2015. 15:15 | Гигу, Н`Гуесан 6 | (19:9) | Граубнер 8 | Спортска дворана Клермон Феран, Клермон Феран Гледалаца: 4.700 Судије: Кохен, Перец (ИЗР) |
| 13. јун 2015. 15:15 | 1× 3×            | Детаљи | 4× 3×      | Спортска дворана Клермон Феран, Клермон Феран Гледалаца: 4.700 Судије: Кохен, Перец (ИЗР) |

| 14. јун 2015. 17:45 | Северна Македонија | 32:28   | Чешка      | Спортски центар Борис Трајковски, Скопље Гледалаца: 6.963 Судије: Дину, Дин (РУМ) |
| 14. јун 2015. 17:45 | Лазаров 11         | (15:12) | Ждрахала 6 | Спортски центар Борис Трајковски, Скопље Гледалаца: 6.963 Судије: Дину, Дин (РУМ) |
| 14. јун 2015. 17:45 | 4× 3×              | Детаљи  | 5× 3×      | Спортски центар Борис Трајковски, Скопље Гледалаца: 6.963 Судије: Дину, Дин (РУМ) |

|    | Репрезентација     | Ут. | Поб. | Н. | Пор. | Пос. | При. | Гр. | Бод. |
| -- | ------------------ | --- | ---- | -- | ---- | ---- | ---- | --- | ---- |
| 1. | Француска          | 6   | 6    | 0  | 0    | 201  | 145  | +56 | 12   |
| 2. | Северна Македонија | 6   | 3    | 1  | 2    | 261  | 154  | +7  | 7    |
| 3. | Чешка              | 6   | 2    | 1  | 3    | 163  | 185  | -22 | 5    |
| 4. | Швајцарска         | 6   | 0    | 0  | 6    | 135  | 176  | -41 | 0    |

### Група 7
| 29. октобар 2014 20:15 | Немачка               | 30:18  | Финска       | Швалбе арена, Гумерсбах Гледалаца: 4.141 Судије: Вешовић, Митровић (ЦГ) |
| 29. октобар 2014 20:15 | Геншајмер, Веинхолд 4 | (19:8) | А. Ронберг 6 | Швалбе арена, Гумерсбах Гледалаца: 4.141 Судије: Вешовић, Митровић (ЦГ) |
| 29. октобар 2014 20:15 | 4× 2×                 | Детаљи | 2× 3×        | Швалбе арена, Гумерсбах Гледалаца: 4.141 Судије: Вешовић, Митровић (ЦГ) |

| 29. октобар 2014. 20:30 | Шпанија | 27:16  | Аустрија | Павилон Муникипал дос Депортес де Понтеведра, Понтеведра Гледалаца: 1.800 Судије: Пичон, Реверет (ФРА) |
| 29. октобар 2014. 20:30 | Томас 6 | (12:8) | Вебер 3  | Павилон Муникипал дос Депортес де Понтеведра, Понтеведра Гледалаца: 1.800 Судије: Пичон, Реверет (ФРА) |
| 29. октобар 2014. 20:30 | 4× 3×   | Детаљи | 6× 3×    | Павилон Муникипал дос Депортес де Понтеведра, Понтеведра Гледалаца: 1.800 Судије: Пичон, Реверет (ФРА) |

| 2. новембар 2014. 16:05 | Финска     | 27:34   | Шпанија          | Енергија арена, Ванта Гледалаца: 2.200 Судије: Хержег, Суди (МАЂ) |
| 2. новембар 2014. 16:05 | Таминен 11 | (15:17) | Макуеда, Томас 7 | Енергија арена, Ванта Гледалаца: 2.200 Судије: Хержег, Суди (МАЂ) |
| 2. новембар 2014. 16:05 | 4× 3× 1×   | Детаљи  | 2× 1×            | Енергија арена, Ванта Гледалаца: 2.200 Судије: Хержег, Суди (МАЂ) |

| 2. новембар 2014. 18:00 | Аустрија | 24:28   | Немачка      | Алберт Шулц Аисхале, Беч Гледалаца: 6.000 Судије: Николић, Стојковић (СРБ) |
| 2. новембар 2014. 18:00 | Вебер 6  | (11:12) | Геншајмер 10 | Алберт Шулц Аисхале, Беч Гледалаца: 6.000 Судије: Николић, Стојковић (СРБ) |
| 2. новембар 2014. 18:00 | 5× 3×    | Детаљи  | 3× 2×        | Алберт Шулц Аисхале, Беч Гледалаца: 6.000 Судије: Николић, Стојковић (СРБ) |

| 29. април 2015. 18:10 | Немачка     | 29:28   | Шпанија        | САП дворана арена, Манхајм Гледалаца: 11.895 Судије: Губица, Милошевић (ХРВ) |
| 29. април 2015. 18:10 | Геншајмер 9 | (17:15) | Ривера Фолх 10 | САП дворана арена, Манхајм Гледалаца: 11.895 Судије: Губица, Милошевић (ХРВ) |
| 29. април 2015. 18:10 | 3×          | Детаљи  | 4× 3×          | САП дворана арена, Манхајм Гледалаца: 11.895 Судије: Губица, Милошевић (ХРВ) |

| 29. април 2015. 17:30 | Финска   | 23:26   | Аустрија  | Енергија дворана, Ванта Гледалаца: 1.500 Судије: Барановски, Лемановић (ПОЉ) |
| 29. април 2015. 17:30 | Броман 7 | (12:11) | Божовић 6 | Енергија дворана, Ванта Гледалаца: 1.500 Судије: Барановски, Лемановић (ПОЉ) |
| 29. април 2015. 17:30 | 2× 3×    | Детаљи  | 4× 3×     | Енергија дворана, Ванта Гледалаца: 1.500 Судије: Барановски, Лемановић (ПОЉ) |

| 3. мај 2015. 17:00 | Шпанија       | 26:20  | Немачка     | Спортска дворана Лион, Лион Гледалаца: 4.500 Судије: Гјединг, Хансен (ДАН) |
| 3. мај 2015. 17:00 | Ривера Фолх 6 | (11:8) | Геншајмер 5 | Спортска дворана Лион, Лион Гледалаца: 4.500 Судије: Гјединг, Хансен (ДАН) |
| 3. мај 2015. 17:00 | 4× 3×         | Детаљи | 5× 2×       | Спортска дворана Лион, Лион Гледалаца: 4.500 Судије: Гјединг, Хансен (ДАН) |

| 2. мај 2015. 20:25 | Аустрија | 29:22   | Финска     | Рукометна дворана у Брегенцу, Брегенц Гледалаца: 2.000 Судије: Ковалчук, Ковалчук (МОЛ) |
| 2. мај 2015. 20:25 | Вебер 6  | (14:14) | Сундберг 6 | Рукометна дворана у Брегенцу, Брегенц Гледалаца: 2.000 Судије: Ковалчук, Ковалчук (МОЛ) |
| 2. мај 2015. 20:25 | 4× 3×    | Детаљи  | 3× 2×      | Рукометна дворана у Брегенцу, Брегенц Гледалаца: 2.000 Судије: Ковалчук, Ковалчук (МОЛ) |

| 10. јун 2015. 20:25 | Аустрија | 24:30   | Шпанија       | Олимпијска дворана Инзбрук, Инзбрук Гледалаца: 3.500 Судије: Гателис, Мажејка (ЛИТ) |
| 10. јун 2015. 20:25 | Сантос 6 | (12:16) | Ривера Фолх 5 | Олимпијска дворана Инзбрук, Инзбрук Гледалаца: 3.500 Судије: Гателис, Мажејка (ЛИТ) |
| 10. јун 2015. 20:25 | 3×       | Детаљи  | 2×            | Олимпијска дворана Инзбрук, Инзбрук Гледалаца: 3.500 Судије: Гателис, Мажејка (ЛИТ) |

| 10. јун 2015. 19:00 | Финска       | 20:34  | Немачка     | Енергија дворана, Ванта Гледалаца: 1.300 Судије: Бадура, Оногрекула (СВК) |
| 10. јун 2015. 19:00 | Н. Ронберг 7 | (8:16) | Геншајмер 6 | Енергија дворана, Ванта Гледалаца: 1.300 Судије: Бадура, Оногрекула (СВК) |
| 10. јун 2015. 19:00 | 3×           | Детаљи | 3× 2×       | Енергија дворана, Ванта Гледалаца: 1.300 Судије: Бадура, Оногрекула (СВК) |

| 13. јун 2015. 18:30 | Шпанија            | 39:16  | Финска             | Спортска дворана Логроњо, Логроњо Гледалаца: 2.200 Судије: Панајидес, Андреоу (КИП) |
| 13. јун 2015. 18:30 | 4 играча по 4 гола | (21:9) | Броман, Сундберг 3 | Спортска дворана Логроњо, Логроњо Гледалаца: 2.200 Судије: Панајидес, Андреоу (КИП) |
| 13. јун 2015. 18:30 | 1× 3×              | Детаљи | 3×                 | Спортска дворана Логроњо, Логроњо Гледалаца: 2.200 Судије: Панајидес, Андреоу (КИП) |

| 14. јун 2015. 15:15 | Немачка | 31:29   | Аустрија | Шпаркасен дворана, Кил Гледалаца: 8.074 Судије: Куртагић, Ветервик (ШВЕ) |
| 14. јун 2015. 15:15 | Виеде 8 | (14:13) | Сантос 8 | Шпаркасен дворана, Кил Гледалаца: 8.074 Судије: Куртагић, Ветервик (ШВЕ) |
| 14. јун 2015. 15:15 | 3× 2×   | Детаљи  | 2× 3×    | Шпаркасен дворана, Кил Гледалаца: 8.074 Судије: Куртагић, Ветервик (ШВЕ) |

|    | Репрезентација | Ут. | Поб. | Н. | Пор. | Пос. | При. | Гр. | Бод. |
| -- | -------------- | --- | ---- | -- | ---- | ---- | ---- | --- | ---- |
| 1. | Шпанија        | 6   | 5    | 0  | 1    | 184  | 132  | +52 | 10   |
| 2. | Немачка        | 6   | 5    | 0  | 1    | 172  | 145  | +27 | 10   |
| 3. | Аустрија       | 6   | 2    | 0  | 4    | 148  | 161  | -13 | 4    |
| 4. | Финска         | 6   | 0    | 0  | 6    | 126  | 192  | -66 | 0    |